# Süphan Dağı
Süphan Dağı (kurdiska: Sîpana Xelatê; armeniska: Սիփան, Sipan), är en stratovulkan i östra Turkiet. Den är landets näst högsta vulkan, och toppen ligger på 4 058 meters höjd över havet. Berget har den näst högsta primärfaktorn i det Armeniska höglandet, efter Ararat.
Berget är en vilande vulkan, belägen norr om Vansjön. Vulkanen hade sitt senast noterade utbrott cirka 8 050 f.Kr. Det finns några mindre glaciärer direkt nedanför krateröppningen, men själva toppen är glaciärfri.
Berget besöks bland annat av bergsklättrare – inte minst sommartid. Vintertid kan snödjupet uppe på berget uppgå till 3–4 meter.